# Ben Roy Mottelson
Ben Roy Mottelson (sinh ngày 9 tháng 7 năm 1926 - mất ngày 13 tháng 5 năm 2022) là nhà Vật lý Đan Mạch gốc Mỹ, đã đoạt giải Nobel Vật lý năm 1975 cùng với Aage Niels Bohr (nhà Vật lý Đan Mạch) và Leo James Rainwater (nhà vật lý Hoa Kỳ).

## Tiểu sử tóm tắt và Sự nghiệp
Ben Roy Mottelson sinh tại Chicago (tiểu bang Illinois, Hoa Kỳ). Học cấp trung học tại trường "Trung học Xã Lyons" ở La Grange, Illinois. Đậu cử nhân ở trường Đại học Purdue năm 1947 và được cấp bằng Tiến sĩ năm 1950 tại trường Đại học Harvard.
Thập niên 1950 Ben Roy Mottelson được một học bổng sang nghiên cứu ở Viện Vật lý lý thuyết Copenhagen (nay là Viện Niels Bohr). Ở đây Mottelson làm việc chung với Aage Niels Bohr, nhằm chứng minh thuyết của Leo James Rainwater liên quan tới cấu trúc của hạt nhân nguyên tử. Năm 1971 Mottelson nhập quốc tịch Đan Mạch. Năm 1975 cả ba người đều được giải Nobel Vật lý cho việc tìm ra sự liên quan giữa chuyển động tập thể và chuyển động của các hạt trong hạt nhân nguyên tử và cho việc khai triển lý thuyết về cấu trúc hạt nhân dựa trên sự liên quan này.. Mottelson đã viết chung với Aage Niels Bohr tác phẩm chính về "Cấu trúc hạt nhân". Quyển 1 nhan đề "Single-Particle Motion" (1969) và quyển 2 "Nuclear Deformations" (1975).
Ben Roy Mottelson cũng là thành viên của Hội đồng Bảo trợ Tập san các nhà khoa học nguyên tử (Bulletin of the Atomic Scientists).

## Giải thưởng
- Giải Nguyên tử vì Hòa bình 1969
- Giải Nobel Vật lý 1975